# Бритпоп
Бритпоп (англ. Britpop) — британський музично-культурологічний рух у середині 1990-х, який підкреслював «британськість», і зародив яскраву, захоплюючу поп-музику, частково у відповідь на популярність темніших ліричних тем американського альтернативного рок-жанру грандж, а також на власну британську музичну сцену шугейзинг. Найбільш успішними гуртами, пов'язаними з рухом, є Oasis, Blur, Suede і Pulp; ці гурти стануть відомими як «велика четвірка». Проміжок часу бритпопу, зазвичай, вважається 1993-1997, і особливо 1994-1995, включаючи хіт-парадну битву між Blur і Oasis, що отримала назву «Битва бритпопу», яка є епіцентром діяльності. Попри те, що музика була головною темою, мода, мистецтво та політика також були залучені; такі митці, як Демієн Герст, займалися створенням кліпів для Blur, і вважалися бритарт або бритпоп-митцями, а Тоні Блер і Новий лейборизм теж приєдналися до руху.
Хоча бритпоп розглядається як маркетинговий інструмент, і більше культурний момент, ніж музичний стиль або жанр, існують спільні музичні традиції та впливи, які гурти згрупували під терміном бритпоп, такі як проява елементів британської поп-музики 60-х, глем-року і панк-року 70-х, а також інді-попу 80-х у своїй музиці, позиції та одязі. Зокрема, їхнім загальним впливом був гурт The Smiths. Бритпоп залучався увагою ЗМІ до гуртів, які виникли з незалежної музичної сцени на початку 1990-х, і були пов'язані з британським популярним культурним рухом Cool Britannia, котрий пробудив «Свінгуючі шістдесяті» і британську гітарну поп-музику того десятиліття.
В результаті музичного вторгнення до Великої Британії американськими грандж-гуртами, нові британські гурти, такі як Blur і Suede, почали рух, позиціонуючи себе як протилежні музичні сили, посилаючись на британську гітарну музику минулого та пишучи про унікальні британські теми та проблеми. До цих гуртів незабаром приєдналися інші, включаючи Oasis, Pulp, The Verve, Supergrass, Cast, Placebo, Space, Sleeper і Elastica.
Бритпоп-гурти ввели британський альтернативний рок до мейнстриму і сформували основу більшого британського культурного руху під назвою Cool Britannia. «Битва бритпопу» висунула бритпоп на перші шпальти британських газет у 1995. Однак на початку 1997, рух почав сповільнюватися, багато гуртів почали розпадатися. Популярність поп-гурту Spice Girls «вихопила дух часу від тих, хто ніс відповідальність за бритпоп». Хоча більшість популярних гуртів могли поширювати свій комерційний успіх за кордоном, особливо в Сполучених Штатах, рух в основному розвалився до кінця десятиліття.

## Стиль, коріння та впливи

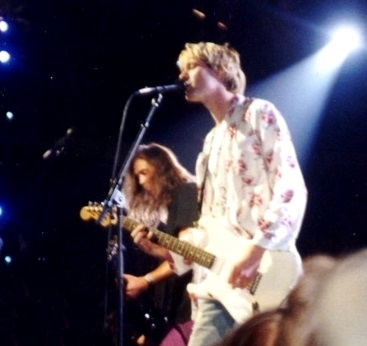
Відповідна реакція на популярність Nirvana та грандж-музику була відправною точкою для бритпопу

Хоча бритпоп розглядається як маркетинговий інструмент, і більше культурний момент, ніж музичний стиль або жанр, існують спільні музичні традиції та впливи, які гурти згрупували під терміном бритпоп, такі як проява елементів британської поп-музики 60-х, глем-року і панк-року 70-х, а також інді-попу 80-х у своїй музиці, позиції та одязі. Конкретні впливи різняться: Blur та Oasis надихалися The Kinks та The Beatles, відповідно, тоді як Elastica мала пристрість до витонченого панк-року. Незважаючи на це, бритпоп-артисти демонструють почуття поваги до британського поп-звучання минулого. Виконавці альтернативного року з інді-сцени 80-х і початку 90-х були безпосередніми прабатьками бритпоп-руху. Вплив The Smiths є спільним для більшості бритпоп-артистів. Сцена медчестер, очолювана The Stone Roses, Happy Mondays та Inspiral Carpets (для яких Ноел Галлахер з Oasis працював дорожнім менеджером під час років медчестеру), була безпосереднім коренем бритпопу, оскільки її акцент на хороші часи і захоплюючи пісні надали альтернативу британському шугейзингу та американському гранджу.
Місцеві особистості і регіональні британські акценти є спільними для бритпоп-гуртів, а також посилання на британські місця та культуру в текстах і образах. Стилістично, бритпоп-гурти використовують «чіпляючі» гуки і лірику, яка стосується молодих британських людей їх власного покоління. Виконавці бритпопу, навпаки, засудили грандж як невідповідний і немаючий нічого сказати про їхні життя. Деймон Алберн з Blur підсумував ставлення у 1993, коли після того, як його спитали, чи є Blur «анти-грандж гуртом», він відповів: «Ну, це добре. Якщо панк був про позбавлення від хіпі, то я позбуваюся від гранджу». Незважаючи на сповідувану зневагу до жанрів, деякі елементи обох проявилися в більш стійких аспектах бритпопу. Ноел Галлахер з тих пір відстоював Ride і заявив в інтерв'ю 1996 року, що Курт Кобейн з Nirvana був єдиним автором пісень, якого він поважав протягом останніх десяти років, і він відчував, що їхня музика були настільки ж схожою, що Кобейн міг написати «Wonderwall».
Образ, пов'язаний з бритпопом, був в рівній мірі британським і пов'язаним з робітничим класом. Підйом безсоромної мужності, на прикладі журналу Loaded і «лед-культури» в цілому, стане дуже важливою частиною епохи бритпопу. Прапор Великої Британії, або «Юніон Джек», став визначним символом руху (як це було поколінням раніше з такими мод-гуртами, як The Who), і його використання як символу гордості та націоналізму глибоко контрастувало з полемікою, що розгорнулася лише кілька років до цього, коли колишній вокаліст The Smiths Морріссі виступив будучи обгорнутим в прапор. Акцент на британські орієнтири ускладнив досягнення успіху для жанру в США.

## Походження і перші роки
Журналіст Джон Гарріс припустив, що бритпоп почався весною 1992, коли водночас були випущені сингли «Popscene» та «The Drowners» гуртів Blur і Suede, відповідно. Він ствердив: «Якщо бритпоп і почався звідкись, то це сталося з потоком визнання, який зустрів першу платівку Suede: всі вони зухвалі, успішні і дуже, дуже британські». Suede була першим з багатьох нових гітарно-орієнтованих гуртів, яких британські ЗМІ назвали британською відповіддю сіетлському грандж-звучанню. Їх дебютний однойменний альбом став найшвидше продаваним дебютом в історії Великої Британії. У квітні 1993, журнал Select містив на обкладинці вокаліста Suede Бретта Андерсона з «Юніон Джеком» на задньому плані та заголовком: «Янкі йдуть додому!». Цей випуск включав інформацію про Suede, The Auteurs, Denim, Saint Etienne та Pulp, і допоміг започаткувати ідею нового руху.
Blur були частиною яскравої соціальної сцени (названа «Сценою, яка прославляє себе» журналом Melody Maker), яка була зосереджена на щотижневому клубі «Синдром» на Оксфорд-стріт; гурти, які зустрічалися, були сумішшю музичних стилів, деякі з них будуть позначені терміном шугейзинг, тоді як інші стануть частиною бритпопу. Домінуючою музичною силою цього періоду було вторгнення гранджу зі Сполучених Штатів, який заповнив порожнечу, залишену на інді-сцені бездіяльністю The Stone Roses. Blur, тим не менш, зайняли англо-центричну естетику зі своїм другим альбомом Modern Life Is Rubbish (1993). Їх новий підхід був натхненний американським турне навесні 1992, під час якого фронтмена Деймона Алберна почала дратувати американська культура і він визнав за необхідне прокоментувати влив цієї культури на Велику Британію. Джастін Фрішманн, в минулому учасниця Suede та фронтвумен Elastica, яка в той час була у відносинах с Алберном, пояснила: «Деймон і я відчували, що ми були в гущі цього в цей момент… ми подумали про те, що Nirvana там, і люди дуже зацікавилися американською музикою, і повинен бути якийсь маніфест для повернення британськості». Джон Гарріс у статті NME написав, що саме перед випуском Modern Life Is Rubbish, «вибір часу [для Blur] був випадково ідеальним. Чому? Через те, що, як і беггі та шугейзери, гучні, довговолосі американці тільки-но виявилися приреченими на ганебний кут під назвою “вчорашня річ”». Музична преса також сфокусувалася на тому, що NME назвав Новою хвилею нової хвилі, термін, застосований до більш панк-похідних виконавців, таких як Elastica, S*M*A*S*H і These Animal Men.
Хоча Modern Life Is Rubbish мав помірний успіх, третій альбом Blur, Parklife, зробив їх, можливо, найпопулярнішим гуртом у Великій Британії в 1994. Parklife продовжував запеклий британський характер свого попередника, і разом зі смертю Курта Кобейна з Nirvana в квітні того ж року здавалося, що британський альтернативний рок, нарешті, обернув назад панування гранджу. У тому ж році Oasis випустили свій дебютний альбом Definitely Maybe, який побив альбом Suede як найшвидше продаваного дебюту.
Термін «бритпоп» виник, коли ЗМІ поклали в основу успіх британських дизайнерів та фільмів, Молодих британських митців (іноді названими «бритарт»), таких як Демієн Герст, і настрої оптимізму з падінням уряду Джона Мейджора та прихід молодого Тоні Блера в якості лідера Лейбористської партії. Цей термін був використаний в кінці 1980-х в журналі Sounds журналістом Джоном Роббом для позначення таких гуртів, як The La's, The Stone Roses та Inspiral Carpets. Однак лише у 1994 британські ЗМІ почнуть використовувати термін по відношенню до сучасної музики і подій. З'явилися гурти, пов'язані з новим рухом. На початку 1995, гурти, включаючи Sleeper, Supergrass та Menswear мали поп-хіти. Elastica випустила свій дебютний однойменний альбом того березня; його продажі за перший тиждень перевершили рекорд, встановлений Definitely Maybe минулого року. Музична преса розглядала сцену навколо Камден-Таун музичним центром, адже місце часто відвідували такі гурти, як Blur, Elastica та Menswear; Melody Maker писали: «Камден для 1995 — це те, чим Сіетл був для 1992, чим Манчестер був для 1989, і чим Містер Блоббі був для 1993».

## «Битва бритпопу»
Хіт-парадна битва між Blur та Oasis, яка отримала назву «Битва бритпопу», висунула бритпоп на перші шпальти британських газет у 1995. Гурти спочатку хвалили один одного, але протягом року ворожнеча між ними збільшувалася. Підштовхнуті пресою, гурти були залучені до того, що NME назвав на обкладинці свого випуску 12 серпня «Чемпіонатом Великої Британії в суперважкій вазі» з очікуваним випуском синглу Oasis «Roll with It» і Blur «Country House» в один день. Битва нацькувала два гурти один проти одного, причому конфлікт стосувався як британського класу і регіонального поділу так само, як і музики. Oasis були взяті як представники Півночі Англії, тоді як Blur представляли Південь. Ця подія захопила уяву громадськості та привернула увагу ЗМІ в національних газетах, виданнях та навіть BBC News. NME написав про таке явище: «Так, в тиждень, коли виникли новини про те, що Саддам Хусейн готує ядерну зброю, все ще кожен день вбивають людей в Боснії, а Майк Тайсон повертається на ринг, таблоїди і газети разом зійшли з глузду через бритпоп». Blur виграв битву гуртів, продав 274 тисячі копій порівняно з 216 тисячами у Oasis — пісні опинилися в хіт-параді на першій і другій сходинках, відповідно. Однак, в кінцевому рахунку Oasis став більш комерційно успішним, ніж Blur. На відміну від Blur, Oasis змогли домогтися стійких продажів в США завдяки синглам «Wonderwall» і «Champagne Supernova». Другий альбом Oasis (What's the Story) Morning Glory? (1995) зрештою був проданий у кількості понад чотирьох мільйонів екземплярів у Великій Британії, ставши третім найбільш продаваним альбомом в британській історії. Ці подальші успіхи змусили деяких членів преси заявити, що в наступні рок Oasis «програв битву, але виграв війну». 
На початку літа 1996, популярність Oasis була настільки велика, що NME назвали ряд бритпоп-гуртів (включаючи The Boo Radleys, Ocean Colour Scene та Cast) «Ноел-роком», посилаючись на вплив Галлахера на їхній успіх. Джон Гарріс типізував цю хвилю бритпоп-гуртів, і Галлахера, тим, що вони поділяють «простодушну любов до 1960-х, відкидання більшість основних компонентів за межами року, і верховенство “справжньої музики”». 10 та 11 серпня 1996, Oasis зіграли два концерти в Небуорті для аудиторії, яка в цілому налічувала 250 тисяч людей, тоді як один журналіст прокоментував: «[Небуорт] можна розглядати як останній великий бритпоп-виступ; нічого після цього не буде відповідати його масштабу». Попит на ці концерти був і залишається найбільшим для Великої Британії; понад 2,6 мільйонів людей подали заявку на квитки.

## Занепад

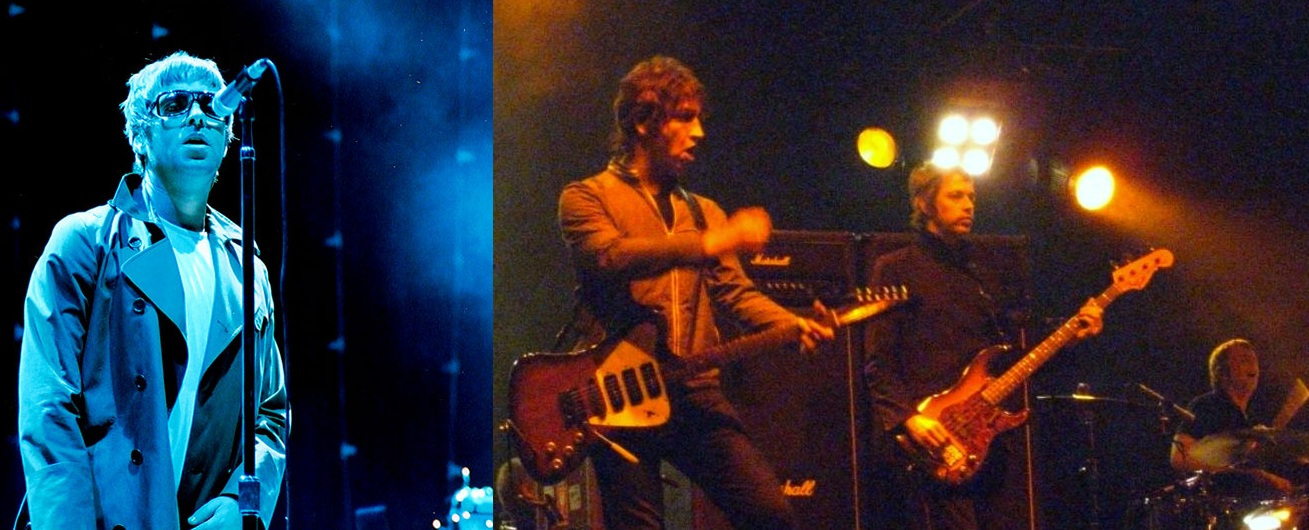
Oasis на концерті

Третій альбом Oasis Be Here Now (1997) був дуже очікуваним. Незважаючи на те, що спочатку він отримав позитивні відгуки і мав високі продажі, незабаром альбом сильно розкритикували музичні критики, покупці і навіть сам Ноель Галлахер за надмірне і роздуте звучання. Музичний критик Джон Севідж вказав, що Be Here Now є моментом, коли бритпоп закінчився; Севідж сказав, що хоча альбом «не є великою катастрофою, про яку всі говорять», він зазначив, що «він повинен бути стати великим, великим тріумфальним записом» того періоду. У той же час, Деймон Алберн прагнув дистанціювати Blur від бритпопу з однойменним п'ятим альбомом. За пропозицією гітариста Грема Коксона, Blur відійшли від свого звучання епохи Parklife, і їхня музика стала асимілювати американські лоу-файні впливи, зокрема Pavement. Албарн пояснив NME у січні 1997, що «ми створили рух: поки продовжується родовід британських гуртів, там завжди буде місце для нас», але додав: «Ми справді почали бачити цей світ дещо іншим способом».
Коли рух почав уповільнюватися, багато виконавців почали розпадатися. Популярність поп-гурту Spice Girls була сприйнята як «вихоплення духу часу від тих, хто ніс відповідальність за бритпоп». В той час, як визнані гурти робили різні зусилля, увага почала звертатися на таких, як Radiohead і The Verve, котрих раніше не помічали британські ЗМІ. Ці два гурти, зокрема Radiohead, мали значно більш езотеричні впливи з 1960-х та 1970-х, які були рідкісними серед ранніх бритпоп-гуртів. У 1997, Radiohead і The Verve випустили свої альбоми — OK Computer та Urban Hymns, відповідно — обидва з яких зустріли широке визнання. Пост-бритпоп-гурти, такі як Travis, Stereophonics та Coldplay, під впливом бритпоп-виконавців, особливо Oasis, з більш інтроспективними текстами, стали одними з найуспішніших рок-гуртів кінця 1990-х і початку 2000-х.

## Знакові платівки
- Blur, Parklife (1994)
- Suede, Dog Man Star (1994)
- Elastica, Elastica (1995)
- Supergrass, I Should Coco (1995)
- Oasis, (What's the Story) Morning Glory? (1995)
- Pulp, Different Class (1995)
- The Verve, Urban Hymns (1997)